# Tomáš Wágner
Tomáš Wágner (Praag, 6 maart 1990) is een Tsjechisch voormalig voetballer die doorgaans speelde als spits. Tussen 2009 en 2025 was hij actief voor 1. FK Příbram, Viktoria Pilsen, opnieuw 1. FK Příbram, Mladá Boleslav, FK Jablonec, MFK Karviná, opnieuw Mladá Boleslav, Fastav Zlín, Nea Salamis, UT Arad en opnieuw FK Příbram.

## Clubcarrière
Wágner brak in 2009 bij 1. FK Příbram door in het professionele voetbal. De aanvaller debuteerde op 23 mei 2009 in de Gambrinus liga, toen er met 3-0 gewonnen werd van Viktoria Žižkov. Wágner was zelfs goed voor de derde treffer, in de laatste minuut. Hij werd basisspeler bij Příbram en in januari 2012 klopte Viktoria Pilsen aan voor zijn diensten. Hij verkaste naar die club en tekende er voor vijf jaar. Na een half jaar werd besloten de aanvaller voor een seizoen te stallen bij zijn oude club, Příbram. In de zomer van 2013 keerde Wágner terug bij Viktoria. Hier speelde hij een heel seizoen in het eerste elftal, alvorens opnieuw verhuurd te worden: dit maal aan Mladá Boleslav.
Na een jaargang met tien competitiedoelpunten werd FK Jablonec de nieuwe werkgever van Wágner. In januari 2017 huurde MFK Karviná de diensten van de Tsjechische aanvaller van Jablonec. Na afloop van het seizoen 2016/17 werd Wágner volledig overgenomen door de club. Twee seizoenen en tweeëntwintig competitiegoals later keerde de spits terug bij Mladá Boleslav, waar hij al een seizoen op huurbasis had gespeeld. Bij zijn nieuwe club zette hij zijn handtekening onder een verbintenis voor de duur van drie seizoenen. Na een verhuurperiode bij Fastav Zlín en verbintenissen bij Nea Salamis en UT Arad keerde Wagner in februari 2022 terug bij FK Příbram. Hij besloot in de zomer van 2024 op vierendertigjarige leeftijd een punt achter zijn actieve loopbaan te zetten.